# Georg Bosse
Philipp Georg Bosse (* 1791 in Braunschweig; † 8. Juni 1860 in Wolfenbüttel) war ein deutscher Oberstleutnant und Steuerinspektor.

## Leben
Georg Bosse wurde 1791 in Braunschweig als Sohn des Gymnasiallehrers Johann Friedrich Georg Bosse geboren. Sein älterer Bruder war der Staatsmann und Schriftsteller Rudolf Heinrich Bernhard Bosse. Er besuchte ab 1804 das Collegium Carolinum und diente in der braunschweigischen Artillerie. Nach der Auflösung des Fürstentums Braunschweig-Wolfenbüttel 1806 trat Bosse in die Dienste des neu gegründeten Königreichs Westphalen. Er kam als Artillerieleutnant nach Magdeburg und kämpfte 1809 in Spanien, wo er bei der Belagerung von Gerona schwer verwundet wurde. Mit dem Kreuz der Ehrenlegion und dem Orden der Westphälischen Krone ausgezeichnet, ging er nach Kassel, wo er Fourier du Palais und später Maréchal de Logis wurde. König Jérôme Bonaparte erhob ihn in den Adelsstand und beförderte ihn zum Oberstleutnant. Nach der Auflösung des Königreichs Westphalen diente Georg von Bosse dem Exkönig von 1815 bis 1829 als Verwalter von dessen Gütern in Schönau bei Wien. Er kehrte anschließend nach Braunschweig zurück, wo er von 1834 bis zu seiner Pensionierung 1854 als Steuerinspektor tätig war. Georg Bosse starb im Juni 1860 in Wolfenbüttel.
Seine 1866 verstorbene Ehefrau hinterließ ein Tagebuch, das ihre Tochter Henriette Treusch von Buttlar-Brandenfels 1870 unter dem Titel König Jérôme und seine Familie im Exil. Briefe und Aufzeichnungen veröffentlichte.